# 西厢艳谈
《西廂艷譚》（英語：Romance of the West Chamber）1997年上映的香港三级片，导演林義雄，主演徐锦江、川村千里、麦家琪、王书麒、姜嘉玲。

## 剧情
该片根据元朝王实甫《西厢记》改编而成，讲述唐朝洛阳书生张珙考取状元娶得娇妻相国夫人之女莺莺的故事。

## 演出
| 演员     | 角色 | 备注                       |
| 徐锦江   | 法本 | 普救寺的方丈大师。         |
| 王书麒   | 张珙 | 张珙，字君瑞，河南洛阳人。 |
| 川村千里 | 莺莺 | 相国夫人之女。             |
| 姜嘉玲   | 红娘 | 莺莺的丫鬟。               |
| 麦家琪   | 春桃 |                            |

## 分級制度
依香港電影分級制度本片屬於第Ⅲ級，18歲以下人士不得收看。

## 外部連結
- 開眼電影網上《西廂艷譚》的資料（繁體中文）
- 豆瓣电影上《西厢艳谈》的資料 （简体中文）
- AllMovie上《西廂艷譚》的资料（英文）
- 爛番茄上《西廂艷譚》的資料（英文）
- 香港影庫上《西廂艷譚》的資料（繁體中文）
- 互联网电影数据库（IMDb）上《西廂艷譚》的资料（英文）